# Яремчук Роман Олегович
Рома́н Оле́гович Яремчу́к (нар. 27 листопада 1995, Львів) — український футболіст, центральний нападник грецького  клубу «Олімпіакос» та збірної України. Автор найшвидшого голу в історії Української Прем'єр-ліги (на 8-й секунді).
Учасник молодіжного чемпіонату світу 2015 (4 гри, 1 гол).

## Ранні роки
Народився 27 листопада 1995 року у Львові, з шести років став навчатись футболу у школі «Карпат». Талант форварда в ньому розгледів Микола Дударенко, який поставив його на позицію нападника.
2007 року, коли Романові виповнилося 11 років, він перебрався в академію київського «Динамо». Останні три роки навчання Яремчук працював під керівництвом Олексія Дроценка. 6 вересня 2008 року дебютував у ДЮФЛ за «Динамо» в матчі проти чернігівської «Юності» й одразу зробив дубль. Юний талановитий форвард забив у двох наступних матчах, у яких виходив на поле. За свій дебютний сезон у ДЮФЛ Яремчук забив за «біло-синіх» 10 м'ячів у 21 матчі.
У наступному сезоні він повторив цей показник (знову 10 голів у 21 матчі), а в сезоні 2010/2011 поліпшив свою результативність, забивши вже 12 м'ячів у 17 зустрічах. У цьому самому сезоні Яремчук уперше в своїй кар'єрі оформив хет-трик, а потім зробив іще один.
Але справжнім проривом для талановитого форварда став сезон 2011/2012, у якому він забивав у середньому по голу за гру. Зігравши 21 матч, він провів у ворота суперників «Динамо» 21 гол. Завершенням успішного для Романа сезону став матч динамівської команди U-17 проти однолітків із московського «Спартака», який був приурочений до святкування 85-річчя київського «Динамо». На стадіоні «Динамо» імені Лобановського, за підтримки великої кількості глядачів, початок розгрому спартаківців поклав саме 16-річний Роман Яремчук. Та зустріч завершилася переконливою перемогою «біло-синіх» із рахунком 4:1.
Своєю грою Яремчук звернув на себе увагу тренерського штабу «Динамо». Ще не закінчивши Академію, він опинився серед тих, хто взимку отримав шанс поїхати на тренувальний збір із «Динамо-2». Планувалося навіть, що Яремчук і Тищенко, з яким Роман незмінно грав у зв'язці в ДЮФЛ, полетять на тренувальний збір до Австрії разом із основною командою. Однак, в останній момент тренерський штаб Сьоміна ухвалив рішення дати молодим нападникам час на відпочинок, оскільки чемпіонат ДЮФЛ на той момент ледь устиг завершитися.

## Клубна кар'єра

### «Динамо»
Улітку 2012 року Яремчук закінчив навчання в академії й підписав із «біло-синіми» свій перший контракт. Перший сезон 2012/2013 Яремчук розпочав 25 липня матчем за «Динамо» U-19 проти однолітків із «Ворскли», який став для нього дебютним у чемпіонаті України U-19. А за тиждень, 2 серпня 2012 року, відбувся дебют Яремчука й у складі команди Олександра Хацкевича в молодіжній першості України: динамівці на виїзді зустрічалися з однолітками з «Кривбаса». Яремчук вийшов у стартовому складі та відзначився гольовою передачею на Дмитра Хльобаса, який забив єдиний гол «Динамо» у тому матчі (1:1).
9 жовтня 2012 року Яремчук зробив свій перший дубль за «Динамо» U-19, забивши два м'ячі у столичному дербі з «Арсеналом».
7 листопада в домашньому матчі з «Карпатами» Роман оформив свій перший хет-трик за команду Валентина Белькевича. Усього в першій частині чемпіонату він забив шість голів у дев'яти матчах. Весняну частину сезону Яремчук, добре зарекомендувавши себе на зборах у Туреччині, розпочав уже в команді Олександра Хацкевича, взявши участь у першій весняній перемозі молодіжної команди «Динамо» над «Кривбасом» (4:1).
Проте усе ж здебільшого Роман виступав за команду U-19, за яку провів за сезон 18 матчів, у яких забив 16 голів, допомігши їй виграти першу юнацьку першість України. Причому Яремчук із 14 голами став найкращим бомбардиром фінального етапу турніру.
Улітку 2013 року тренер «молодіжки» Олександр Хацкевич очолив другу динамівську команду, що грала в Першій лізі. Із собою він узяв низку гравців, зокрема й Романа. У професіональних змаганнях той дебютував 14 липня 2013 року у виїзному матчі проти чернігівської «Десни», який завершився внічию 0:0, а Яремчук відіграв увесь другий тайм, вийшовши в перерві замість Сергія Мякушка.
29 вересня 2013 року Яремчук забив свій перший у професіональних змаганнях гол — на 89-й хвилині у ворота донецького «Олімпіка».
У сезоні 2014/15 зіграв за другу команду «біло-синіх» 23 матчі в Першій лізі, у яких забив 4 голи.
Улітку 2015 року повернувся до заявки головної команди й у першій половині сезону грав у молодіжному чемпіонаті за команду U-21, забивши 14 голів у 16 матчах.
1 березня 2016 року дебютував у головній команді «Динамо», вийшовши в основі на матч 1/4 фіналу Кубку України проти «Олександрії» (1:1). У перерві дебютанта замінили на Лукаша Теодорчика.

### «Олександрія»
21 липня 2016 року стало відомо, що Яремчук гратиме за «Олександрію», але вже наприкінці того самого року після завершення терміну оренди він повернувся до лав «Динамо». 31 жовтня 2016, у 13 турі Чемпіонату України 2016/17, у матчі «Ворскла» — «Олександрія» (2:2), Роман Яремчук забив найшвидший гол в історії українського футболу — на 8-й секунді.

### «Гент»
16 серпня 2017 року офіційно оголошено про трансфер футболіста до бельгійського клубу «Гент». Дебютував за нову команду 27 серпня 2017, у матчі проти «Андерлехта», вийшовши на заміну на 86-й хвилині, замість Мамаду Сілли.
1 листопада 2020 року в матчі проти «Васланд-Беверен» оформив свій перший у професійній кар'єрі хет-трик. 17 грудня 2020 року Яремчук провів матч проти «Васланд-Беверен», у якому відзначився голом. Цей матч став 100-им для гравця у чемпіонаті Бельгії, а забитий гол вивів Яремчука на 10-те місце серед бомбардирів «Гента» в історії.

### «Бенфіка»

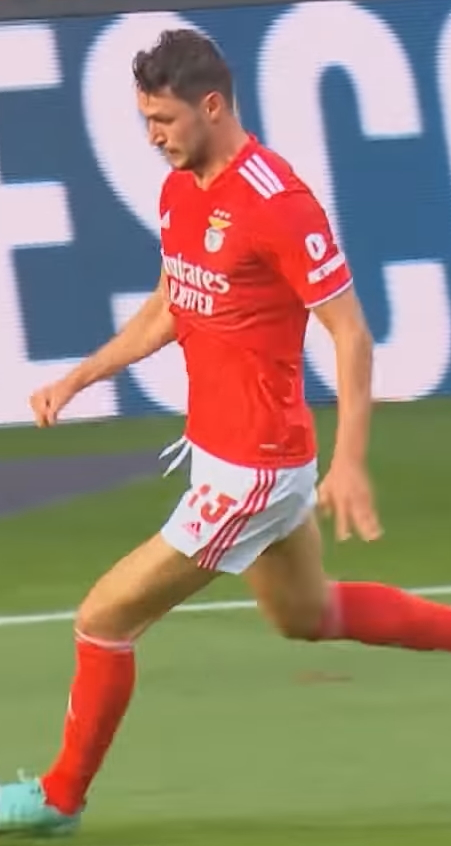
Роман Яремчук у складі «Бенфіки»

31 липня 2021 року Роман Яремчук перейшов до португальської «Бенфіки». Контракт підписано до 2026 року. Сума трансферу склала 17 млн євро; 20% від цієї цифри, дісталося київському «Динамо». Роман дебютував у складі «орлів» у матчі третього кваліфікаційного раунду Ліги Чемпіонів проти московського «Спартака»; на 90+2 хвилині матчу після удару Романа Самюель Жиго зрізав м'яч у власні ворота. Після матчу з “гладіаторами” «Бенфіка» перейменувала свій офіційний Твіттер-аккаунт на його честь на 24 години, назвавшись "SL Benficachuk".
14 серпня у дебютному матчі в чемпіонаті Португалії проти «Ароуки» Яремчук заробив на собі видалення гравця команди суперника і відзначився дебютними голом та асистом. Після настільки вдалого дебюту Романа «Бенфіка» знову перейменувала свій офіційний обліковий запис на його честь, а фанати клубу запустили в Твіттері хештег #ChukDay.
8 грудня 2021 року в матчі 6-го туру групового етапу Ліги чемпіонів проти київського «Динамо» Роман Яремчук забив перший гол у своїй кар'єрі в Лізі чемпіонів.
Друге коло чемпіонату гравець провів невдало, не забивши жодного гола та втративши місце в основному складі. Загалом у другій частині сезону гравець забив два голи у Лізі чемпіонів: по одному у ворота «Аяксу» та «Ліверпуля».

### «Брюгге»
29 серпня 2022 року бельгійський «Брюгге» оголосив про підписання контракту з Яремчуком. Сума трансферу становила 16 млн євро, плюс 3 млн євро бонусами; «Бенфіка» також отримає 10% з майбутнього трансферу гравця. Він також став найдорожчим гравцем в історії чемпіонату Бельгії.

### «Валенсія»
Улітку 2023 року на правах оренди перейшов до «Валенсії».

## Виступи за збірну
У 2012—2015 роках виступав за юнацькі збірні України всіх вікових категорій. Був учасником юнацького Євро-2014 та молодіжного чемпіонату світу 2015 року, на якому забив 1 гол. Із 2014 року почав грати за молодіжну збірну.
Дебютував за національну збірну 6 вересня 2018 р. у виїзному матчі проти збірної Чехії.
Перший гол у складі головної команди забив 7 червня 2019 року у матчі проти збірної Сербії у рідному Львові.

## Статистика

### Клубна статистика
Станом на 30 березня 2025
| Сезон                   | Команда                 | Чемпіонат               | Чемпіонат | Чемпіонат | Національний кубок | Національний кубок | Національний кубок | Континентальні кубки | Континентальні кубки | Континентальні кубки | Інші змагання | Інші змагання | Інші змагання | Усього | Усього |
| Сезон                   | Команда                 | Ліга                    | Ігор      | Голів     | Ліга               | Ігор               | Голів              | Ліга                 | Ігор                 | Голів                | Ліга          | Ігор          | Голів         | Ігор   | Голів  |
| ----------------------- | ----------------------- | ----------------------- | --------- | --------- | ------------------ | ------------------ | ------------------ | -------------------- | -------------------- | -------------------- | ------------- | ------------- | ------------- | ------ | ------ |
| 2013–14                 | «Динамо-2»              | ПрЛ                     | 19        | 3         | -                  | -                  | -                  | -                    | -                    | -                    | -             | -             | -             | 19     | 3      |
| 2014–15                 | «Динамо-2»              | ПрЛ                     | 23        | 4         | -                  | -                  | -                  | -                    | -                    | -                    | -             | -             | -             | 23     | 4      |
| Усього за «Динамо-2»    | Усього за «Динамо-2»    | Усього за «Динамо-2»    | 42        | 7         |                    | -                  | -                  |                      | -                    | -                    |               | -             | -             | 42     | 7      |
| 2015–16                 | «Динамо»                | ПЛ                      | 0         | 0         | КУ                 | 1                  | 0                  | -                    | -                    | -                    | -             | -             | -             | 1      | 0      |
| 2016–17                 | «Динамо»                | ПЛ                      | 9         | 0         | КУ                 | 1                  | 0                  | -                    | -                    | -                    | -             | -             | -             | 10     | 0      |
| Усього за «Динамо»      | Усього за «Динамо»      | Усього за «Динамо»      | 9         | 0         |                    | 2                  | 0                  |                      | -                    | -                    |               | -             | -             | 11     | 0      |
| 2016–17                 | «Олександрія»           | ПЛ                      | 14        | 5         | КУ                 | 1                  | 1                  | ЛЄ                   | 2                    | 0                    | -             | -             | -             | 17     | 6      |
| Усього за «Олександрію» | Усього за «Олександрію» | Усього за «Олександрію» | 14        | 5         |                    | 1                  | 1                  |                      | 2                    | 0                    |               | -             | -             | 17     | 6      |
| 2017–18                 | «Гент»                  | ЖПЛ                     | 32        | 9         | КБ                 | 2                  | 0                  | -                    | -                    | -                    | -             | -             | -             | 34     | 9      |
| 2018–19                 | «Гент»                  | ЖПЛ                     | 37        | 8         | КБ                 | 4                  | 3                  | ЛЄ                   | 4                    | 1                    | -             | -             | -             | 45     | 12     |
| 2019–20                 | «Гент»                  | ЖПЛ                     | 18        | 10        | КБ                 | 1                  | 0                  | ЛЄ                   | 11                   | 7                    | -             | -             | -             | 30     | 17     |
| 2020–21                 | «Гент»                  | ЖПЛ                     | 34        | 20        | КБ                 | 2                  | 1                  | ЛЧ / ЛЄ              | 2+5                  | 1+1                  | -             | -             | -             | 43     | 23     |
| Усього за «Гент»        | Усього за «Гент»        | Усього за «Гент»        | 121       | 47        |                    | 9                  | 4                  |                      | 22                   | 10                   |               | -             | -             | 152    | 61     |
| 2021–22                 | «Бенфіка»               | ПЛ                      | 23        | 6         | КП/КПЛ             | 2+4                | 0                  | ЛЧ                   | 13                   | 3                    | -             | -             | -             | 42     | 9      |
| 2022–23                 | «Бенфіка»               | ПЛ                      | 2         | 0         | КП/КПЛ             | 0                  | 0                  | ЛЧ                   | 3                    | 0                    | -             | -             | -             | 5      | 0      |
| Усього за «Бенфіку»     | Усього за «Бенфіку»     | Усього за «Бенфіку»     | 25        | 6         |                    | 6                  | 0                  |                      | 16                   | 3                    |               | -             | -             | 47     | 9      |
| 2022–23                 | «Брюгге»                | ЖПЛ                     | 23        | 2         | КБ                 | 0                  | 0                  | ЛЧ                   | 4                    | 0                    | -             | -             | -             | 27     | 2      |
| 2023–24                 | «Брюгге»                | ЖПЛ                     | 3         | 0         | КБ                 | 0                  | 0                  | ЛК                   | 2                    | 4                    | -             | -             | -             | 5      | 4      |
| Усього за «Брюгге»      | Усього за «Брюгге»      | Усього за «Брюгге»      | 26        | 2         |                    | 0                  | 0                  |                      | 6                    | 4                    |               | -             | -             | 32     | 6      |
| 2023–24                 | «Валенсія»              | ЛЛ                      | 25        | 3         | КІ                 | 4                  | 1                  | -                    | -                    | -                    | -             | -             | -             | 29     | 4      |
| 2024–25                 | «Олімпіакос»            | CЛ                      | 21        | 4         | КГ                 | 2                  | 3                  | ЛЄ                   | 7                    | 2                    | -             | -             | -             | 30     | 9      |
| Усього за кар'єру       | Усього за кар'єру       | Усього за кар'єру       | 283       | 73        |                    | 24                 | 10                 |                      | 53                   | 20                   |               | -             | -             | 360    | 102    |

### Матчі за збірну
Станом на 10 червня 2025 року
| Дата       | Місто            | Господарі            | Результат | Гості                | Турнір                                    | Голи | Примітки  |
| ---------- | ---------------- | -------------------- | --------- | -------------------- | ----------------------------------------- | ---- | --------- |
| 06/09/2018 | Угерске Градіште | Чехія                | 1 – 2     | Україна              | Ліга націй УЄФА 2018—2019 - 1-й етап      | -    | 85'       |
| 09/09/2018 | Львів            | Україна              | 1 – 0     | Словаччина           | Ліга націй УЄФА 2018—2019 - 1-й етап      | -    |           |
| 10/10/2018 | Генуя            | Італія               | 1 – 1     | Україна              | товариський матч                          | -    | 76'       |
| 16/10/2018 | Харків           | Україна              | 1 – 0     | Чехія                | Ліга націй УЄФА 2018—2019 - 1-й етап      | -    |           |
| 22/03/2019 | Лісабон          | Португалія           | 0 – 0     | Україна              | Відбір до ЧЄ 2020                         | -    | 76'       |
| 25/03/2019 | Люксембург       | Люксембург           | 1 – 2     | Україна              | Відбір до ЧЄ 2020                         | -    | 64'       |
| 07/06/2019 | Львів            | Україна              | 5 – 0     | Сербія               | Відбір до ЧЄ 2020                         | 1    | 67'       |
| 10/06/2019 | Львів            | Україна              | 1 – 0     | Люксембург           | Відбір до ЧЄ 2020                         | 1    |           |
| 07/09/2019 | Вільнюс          | Литва                | 0 – 3     | Україна              | Відбір до ЧЄ 2020                         | -    | 65'       |
| 10/09/2019 | Дніпро           | Україна              | 2 – 2     | Нігерія              | товариський матч                          | 1    | 37'       |
| 14/10/2019 | Київ             | Україна              | 2 – 1     | Португалія           | Відбір до ЧЄ 2020                         | 1    | 73'       |
| 17/11/2019 | Белград          | Сербія               | 2 – 2     | Україна              | Відбір до ЧЄ 2020                         | 1    | 88'       |
| 03/09/2020 | Львів            | Україна              | 2 – 1     | Швейцарія            | Ліга націй УЄФА 2020—2021 - 1-й етап      | -    | 54'       |
| 06/09/2020 | Мадрид           | Іспанія              | 4 – 0     | Україна              | Ліга націй УЄФА 2020—2021 - 1-й етап      | -    |           |
| 07/10/2020 | Париж            | Франція              | 7 – 1     | Україна              | товариський матч                          | -    | 62'       |
| 10/10/2020 | Київ             | Україна              | 1 – 2     | Німеччина            | Ліга націй УЄФА 2020—2021 - 1-й етап      | -    |           |
| 13/10/2020 | Київ             | Україна              | 1 – 0     | Іспанія              | Ліга націй УЄФА 2020—2021 - 1-й етап      | -    |           |
| 11/11/2020 | Хожув            | Польща               | 2 – 0     | Україна              | товариський матч                          | -    | 46'       |
| 14/11/2020 | Лейпциг          | Німеччина            | 3 – 1     | Україна              | Ліга націй УЄФА 2020—2021 - 1-й етап      | 1    | 67'       |
| 24/03/2021 | Париж            | Франція              | 1 – 1     | Україна              | Відбір до ЧС 2022                         | -    | 73'       |
| 28/03/2021 | Київ             | Україна              | 1 – 1     | Фінляндія            | Відбір до ЧС 2022                         | -    | 67'       |
| 31/03/2021 | Київ             | Україна              | 1 – 1     | Казахстан            | Відбір до ЧС 2022                         | 1    |           |
| 03/06/2021 | Дніпро           | Україна              | 1 – 0     | Північна Ірландія    | товариський матч                          | -    | 46'       |
| 07/06/2021 | Харків           | Україна              | 4 – 0     | Кіпр                 | товариський матч                          | 1    | 67'       |
| 13/06/2021 | Амстердам        | Нідерланди           | 3 – 2     | Україна              | ЧЄ 2020 - груповий етап                   | 1    |           |
| 17/06/2021 | Бухарест         | Україна              | 2 – 1     | Північна Македонія   | ЧЄ 2020 - груповий етап                   | 1    | 70'       |
| 21/06/2021 | Бухарест         | Україна              | 0 – 1     | Австрія              | ЧЄ 2020 - груповий етап                   | -    |           |
| 29/06/2021 | Глазго           | Швеція               | 1 – 2     | Україна              | ЧЄ 2020 - 1/8 фіналу                      | -    | 91'       |
| 03/07/2021 | Рим              | Україна              | 0 – 4     | Англія               | ЧЄ 2020 - 1/4 фіналу                      | -    |           |
| 01/09/2021 | Нур-Султан       | Казахстан            | 2 – 2     | Україна              | Відбір до ЧС 2022                         | 1    | 59'       |
| 04/09/2021 | Київ             | Україна              | 1 – 1     | Франція              | Відбір до ЧС 2022                         | -    | 82'       |
| 08/09/2021 | Пльзень          | Чехія                | 1 – 1     | Україна              | товариський матч                          | -    | 56'       |
| 09/10/2021 | Гельсінкі        | Фінляндія            | 1 – 2     | Україна              | Відбір до ЧС 2022                         | 1    | 86'       |
| 12/10/2021 | Львів            | Україна              | 1 – 1     | Боснія і Герцеговина | Відбір до ЧС 2022                         | -    | 72'       |
| 11/11/2021 | Одеса            | Україна              | 1 – 1     | Болгарія             | товариський матч                          | -    | 46'       |
| 16/11/2021 | Зениця           | Боснія і Герцеговина | 0 – 2     | Україна              | Відбір до ЧС 2022                         | -    | 75'       |
| 01/06/2022 | Глазго           | Шотландія            | 1 – 3     | Україна              | Відбір до ЧС 2022                         | 1    | 78'       |
| 05/06/2022 | Кардіфф          | Уельс                | 1 – 0     | Україна              | Відбір до ЧС 2022                         | -    | 77'       |
| 11/06/2022 | Лодзь            | Україна              | 3 – 0     | Вірменія             | Ліга націй УЄФА 2022—2023 - 1-й етап      | -    | 70'       |
| 21/09/2022 | Глазго           | Шотландія            | 3 – 0     | Україна              | Ліга націй УЄФА 2022—2023 - 1-й етап      | -    | 67'       |
| 24/09/2022 | Єреван           | Вірменія             | 0 – 5     | Україна              | Ліга націй УЄФА 2022—2023 - 1-й етап      | -    | 67'       |
| 27/09/2022 | Краків           | Україна              | 0 – 0     | Шотландія            | Ліга націй УЄФА 2022—2023 - 1-й етап      | -    | 75'       |
| 26/03/2023 | Лондон           | Англія               | 2 – 0     | Україна              | Відбір до ЧЄ 2024                         | -    | 74'       |
| 09/09/2023 | Вроцлав          | Україна              | 1 – 1     | Англія               | Відбір до ЧЄ 2024                         | -    | 43' 65'   |
| 12/09/2023 | Мілан            | Італія               | 2 – 1     | Україна              | Відбір до ЧЄ 2024                         | -    | 58'       |
| 14/10/2023 | Прага            | Україна              | 2 – 0     | Північна Македонія   | Відбір до ЧЄ 2024                         | -    | 76'       |
| 21/03/2024 | Зениця           | Боснія і Герцеговина | 1 – 2     | Україна              | Відбір до ЧЄ 2024                         | 1    | 81' 90'   |
| 26/03/2024 | Вроцлав          | Україна              | 2 – 1     | Ісландія             | Відбір до ЧЄ 2024                         | -    | 72'       |
| 03/06/2024 | Нюрнберг         | Німеччина            | 0 – 0     | Україна              | товариський матч                          | -    | 73'       |
| 11/06/2024 | Кишинів          | Молдова              | 0 – 4     | Україна              | товариський матч                          | 1    | 46'       |
| 17/06/2024 | Мюнхен           | Румунія              | 3 – 0     | Україна              | ЧЄ 2024 - груповий етап                   | -    | 62'       |
| 21/06/2024 | Дюссельдорф      | Словаччина           | 1 – 2     | Україна              | ЧЄ 2024 - груповий етап                   | 1    | 67' 84'   |
| 26/06/2024 | Штутгарт         | Україна              | 0 – 0     | Бельгія              | ЧЄ 2024 - груповий етап                   | -    | 70'       |
| 07/09/2024 | Прага            | Україна              | 1 – 2     | Албанія              | Ліга націй УЄФА 2024—2025 - груповий етап | -    |           |
| 10/09/2024 | Прага            | Чехія                | 3 – 2     | Україна              | Ліга націй УЄФА 2024—2025 - груповий етап | -    | 79' 81'   |
| 11/10/2024 | Познань          | Україна              | 1 – 0     | Грузія               | Ліга націй УЄФА 2024—2025 - груповий етап | -    | 75'       |
| 14/10/2024 | Вроцлав          | Україна              | 1 – 1     | Чехія                | Ліга націй УЄФА 2024—2025 - груповий етап | -    | 80'       |
| 16/11/2024 | Батумі           | Грузія               | 1 – 1     | Україна              | Ліга націй УЄФА 2024—2025 - груповий етап | -    | 80'       |
| 19/11/2024 | Тирана           | Албанія              | 1 – 2     | Україна              | Ліга націй УЄФА 2024—2025 - груповий етап | 1    | 76'       |
| 20/03/2025 | Марбелья         | Україна              | 3 – 1     | Бельгія              | Ліга націй УЄФА 2024—2025 - плей-оф       | -    | 62'       |
| 23/03/2025 | Генк             | Бельгія              | 3 – 0     | Україна              | Ліга націй УЄФА 2024—2025 - плей-оф       | -    | 89'       |
| 07/06/2025 | Торонто          | Канада               | 4 – 2     | Україна              | товариський матч                          | -    | 66'       |
| 10/06/2025 | Торонто          | Нова Зеландія        | 1 – 2     | Україна              | товариський матч                          | -    | 66' 90+4' |
| Усього     |                  | Матчів               | 63        |                      | Голів                                     | 17   |           |

## Титули і досягнення

### Командні
«Гент»
- Срібний призер чемпіонату Бельгії (1): 2019/20

 «Бенфіка»
- Фіналіст кубка португальської ліги (1): 2021/22

 «Олімпіакос»
- Чемпіон Греції (1): 2024/25
- Володар Кубка Греції (1): 2024/25

## Скандали
- Разом із захисником київського «Динамо» Віталієм Миколенком після виступу на Євро-2020 поїхали відпочивати до Туреччини, де гравці зустріли російського репера Басту (Василя Вакуленка) і вирішили зробити з ним спільну світлину[17], яку Миколенко опублікував в «Instagram»[18], незважаючи на те, що 4 вересня 2017 року СБУ повідомила про заборону Басті в'їзду до України терміном на три роки через незаконний перетин кордону України під час відвідування Криму з концертами[19], а в січні 2018 року Мінкульт на підставі звернення СБУ розширив перелік осіб, які створюють загрозу національній безпеці, і вніс до нього Вакуленка[20].

## Цікавий факт
- Роман Яремчук — автор найшвидшого голу в історії Української Прем'єр-ліги (на 8-мій секунді). Роман тоді грав за «Олександрію» і забив гол «Ворсклі», попередній рекорд був встановлений у 2009 році Олександром Косиріним — (9 секунд).